# ام‌وی فینبیرچ
ام‌وی فینبیرچ (به انگلیسی: MV Finnbirch) یک کشتی بود که طول آن ۱۵۵٫۹۹ متر (۵۱۱ فوت ۹ اینچ) بود. این کشتی در سال ۱۹۷۸ ساخته شد.